# Immeuble au 46, avenue des Vosges à Strasbourg
L'immeuble au 46, avenue des Vosges est un monument historique situé à Strasbourg, dans le département français du Bas-Rhin.

## Localisation
Ce bâtiment est situé au 46, avenue des Vosges à Strasbourg.

## Historique
L'édifice fait l'objet d'une inscription au titre des monuments historiques depuis 1975.